# Landfall (Literaturzeitschrift)
Landfall ist eine zweimal im Jahr erscheinende neuseeländische Literaturzeitschrift, welche die kulturpolitische Entwicklung des Landes seit 1947 reflektierend begleitet und immer wieder auch entscheidend mitgestaltet hat. Sie ist die älteste noch erscheinende Literaturzeitschrift des Landes.  

## Geschichte und Erscheinungsweise
Der in Christchurch beheimatete Verlag Caxton Press hatte frühen post-kolonialen Autoren bereits vor 1947 in einer Reihe von Büchern und Magazinen Veröffentlichungsmöglichkeiten geboten.
Als der die Caxton Press leitende Denis Glover den späteren Herausgeber von Landfall Charles Brasch während des Zweiten Weltkriegs in London besuchte, diskutierten sie „die Idee für eine neue, professionell produzierte Literaturzeitschrift in Neuseeland“, die zwei Jahre nach Kriegsende in die Praxis umgesetzt wurde.
Der selbst dichterisch und essayistisch tätige Charles Brasch, zu dessen Kommilitonen in Oxford W. H. Auden, Cecil Day-Lewis, und Stephen Spender gehört hatten, war seit der ersten Nummer Herausgeber von Landfall und bekleidete diese Funktion für annähernd 20 Jahre. Während dieser Zeit wurde Landfall schnell zur ersten Adresse für innovative Dichter und Kulturkritiker wie Ursula Bethell, R. A. K. Mason, Allen Curnow, Frank Sargeson, A. R. D. Fairburn, James K. Baxter und Janet Frame. Unter Braschs Leitung erlebte die Zeitschrift eine Zeit nahezu unangefochtenen Vorrangs im literarischen und künstlerischen Leben des Landes. Landfall-Texte wurden auch immer wieder in Anthologien zusammengefasst veröffentlicht, so 1962 in dem von Brasch edierten Buch Landfall Country: Works from Landfall.
Viele in Landfall veröffentlichten Texte, die bei ihrer Erstveröffentlichung Aufsehen erregten und umstritten waren, gehören heute zum Kanon der literarischen Moderne Neuseelands. Während der ersten vier Jahrzehnte der Zeitschrift in Dichtung und Kommentar leidenschaftlich diskutierte Thematiken waren die Bindung der neuseeländischen Literatur an europäische Traditionen und die Frage nach eigenständigen künstlerischen Ausdrucksformen einer neuseeländischen Literatur.
Von 1966 bis 1972 leitete Robin Dudding die Zeitschrift.

## Landfall in der Postmoderne
Das Literaturmagazin erscheint in der jetzigen Form alle zwei Jahre bei der Otago University Press in Dunedin. Seit 2006 besteht es aus einer Paperback-Druckausgabe von ca. 200 Seiten pro Veröffentlichung. Eine Web-Version der Zeitschrift veröffentlicht monatlich auch literarische Rezensionen. Landfall lobt verschiedene Literaturwettbewerbe aus, darunter den Katheleen Grattan Award sowie den Landfall Essay Competition und den Charles Brasch Young Writers’ Essay Competition.
Von 2010 bis 2017 zeichnete David Eggleton für Landfall verantwortlich. Seitdem ist Emma Neale Herausgeberin.
Die Zeitschrift bietet neue Prosa als Kurzgeschichten oder in der Form von Romanexerpten sowie Gedichte, biografische und kritische Essays, kulturelle Kommentare und Rezensionen zu Büchern, bildender Kunst, Film, Drama und Tanz. Das besondere Augenmerk gilt dabei Werken neuseeländischer Autorinnen und Autoren, bzw. von Werken mit einem starken Neuseeland-Bezug. Schwerpunkte liegen auch auf der Māori-Kultur sowie inter-kulturellen Themen. Zu den bekannten neuseeländischen Autoren der vergangenen 20 Jahre, die in Landfall publiziert haben, gehören Jenny Bornholdt, Bob Orr, Vaughan Rapatahana, Peter Wells und Albert Wendt.